# Golden Valley Sarajewo
Golden Valley Sarajewo (Originaltitel: Ljeto u zlatnoj dolini) ist ein bosnischer Spielfilm aus dem Jahre 2003. Buch und Regie stammen von Srđan Vuletić.

## Inhalt
Fikret und Tiki sind zwei klebstoffschnüffelnde, rappende Jugendliche in einem zukunftslos wirkenden Sarajevo der Nachkriegszeit. Fikret ist in die gleichaltrige Selma verliebt, doch deren Vater, der Polizist Ramiz hält von ihm nichts. Als Fikrets Vater stirbt, erscheint auf der Beerdigung ein Fremder, der behauptet, dass Fikrets Vater ihm eine große Summe Geld schulde. Für den stolzen Fikret bedeutet dies eine Familienschande. Fikret und Tiki versuchen bei einem Ladenüberfall Geld zu erbeuten und werden von Ramiz verhaftet. Dieser erweist sich selbst als kriminell und spannt die beiden Jugendlichen als Bewacher der entführten Millionärstochter Sara ein. Die selbstbewusste Sara erweist sich jedoch den beiden Teenagern überlegen.

## Auszeichnungen
Der Film erhielt 2004 den Tiger Award des Internationalen Filmfestivals Rotterdam und den FIPRESCI-Preis auf dem International Film Festival Sofia. Haris Sijarić erhielt den Preis als „Bester Schauspieler“ auf dem Brussels Festival.